# Делаверські мови
Делава́рські мови (англ. Delaware languages), або лена́пські мови (англ. Lenape languages) — підгрупа східноалгонкінських мов алгонкінської групи алгської мовної сім'ї. Об'єднує 2 мови — мунсійську й унамівську (інколи вважаються близькими діалектами). Поширені на північному сході США та південному сході Канади. Рідні мови індіанського племені ленапів, більш відомих як делаварів. До XVIII ст. панували у басейні річок Делавар, Гудзон, а також заході Довгого Острова (нині — американські штати Пенсільванія, Нью-Джерсі, Делавар, Меріленд, Коннектикут, місто Нью-Йорк). Перебувають на межі зникнення — станом на 2018 рік мунсійською як рідною володіло менше 10 осіб у США і Канаді; унамійською — кільканадцять осіб. Вивчаються у американських школах для індіанців та мовознавчих відділеннях університетів. Також спрощено — делаварська (англ. Delaware language) або ленапська мова (англ. Lenape language).

## Мови і діалекти

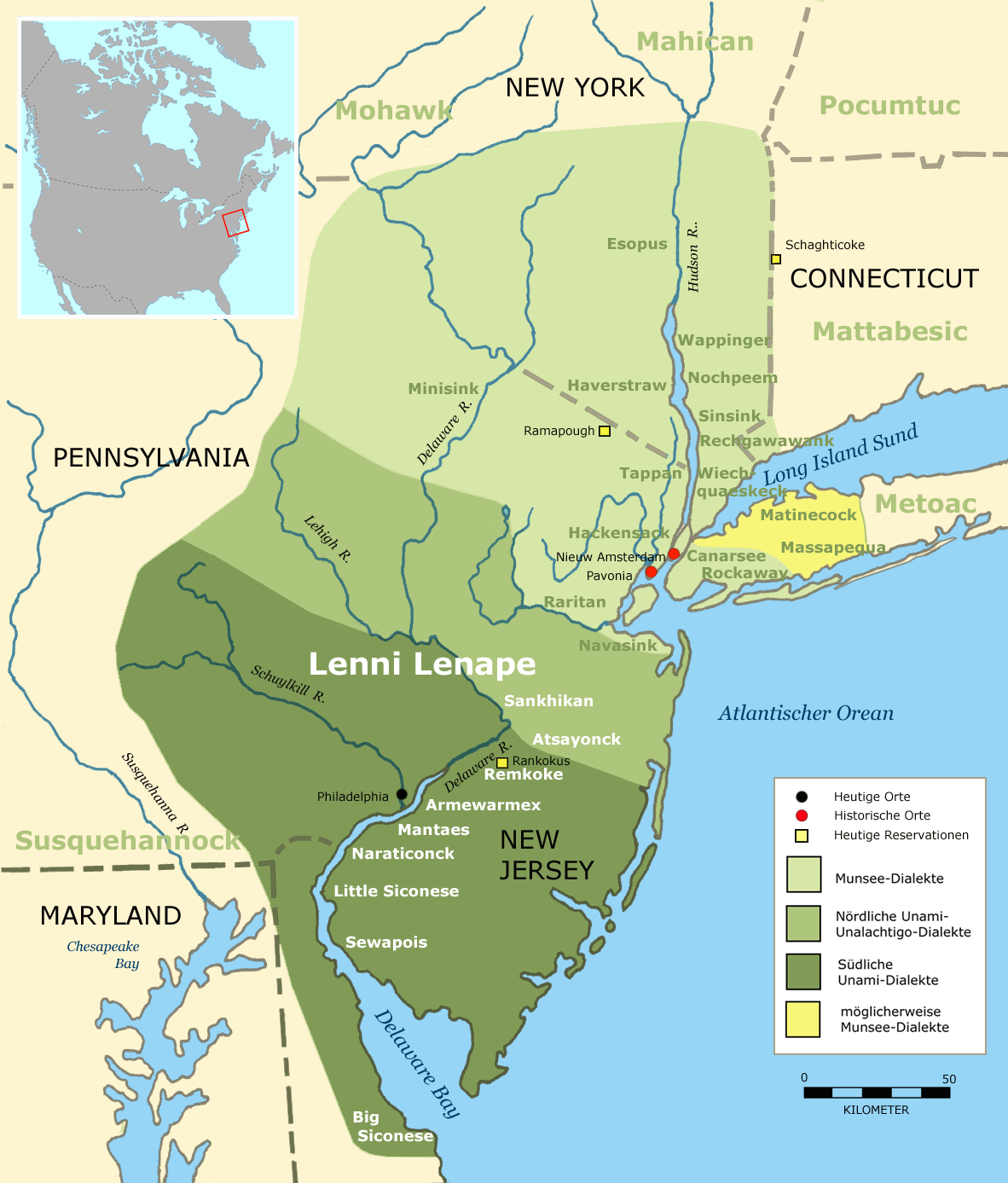
мунсійська
потенційно мунсійська (?)
північна унамівська
південна унамівська
резервації